# Міністерство культури і науки Японії

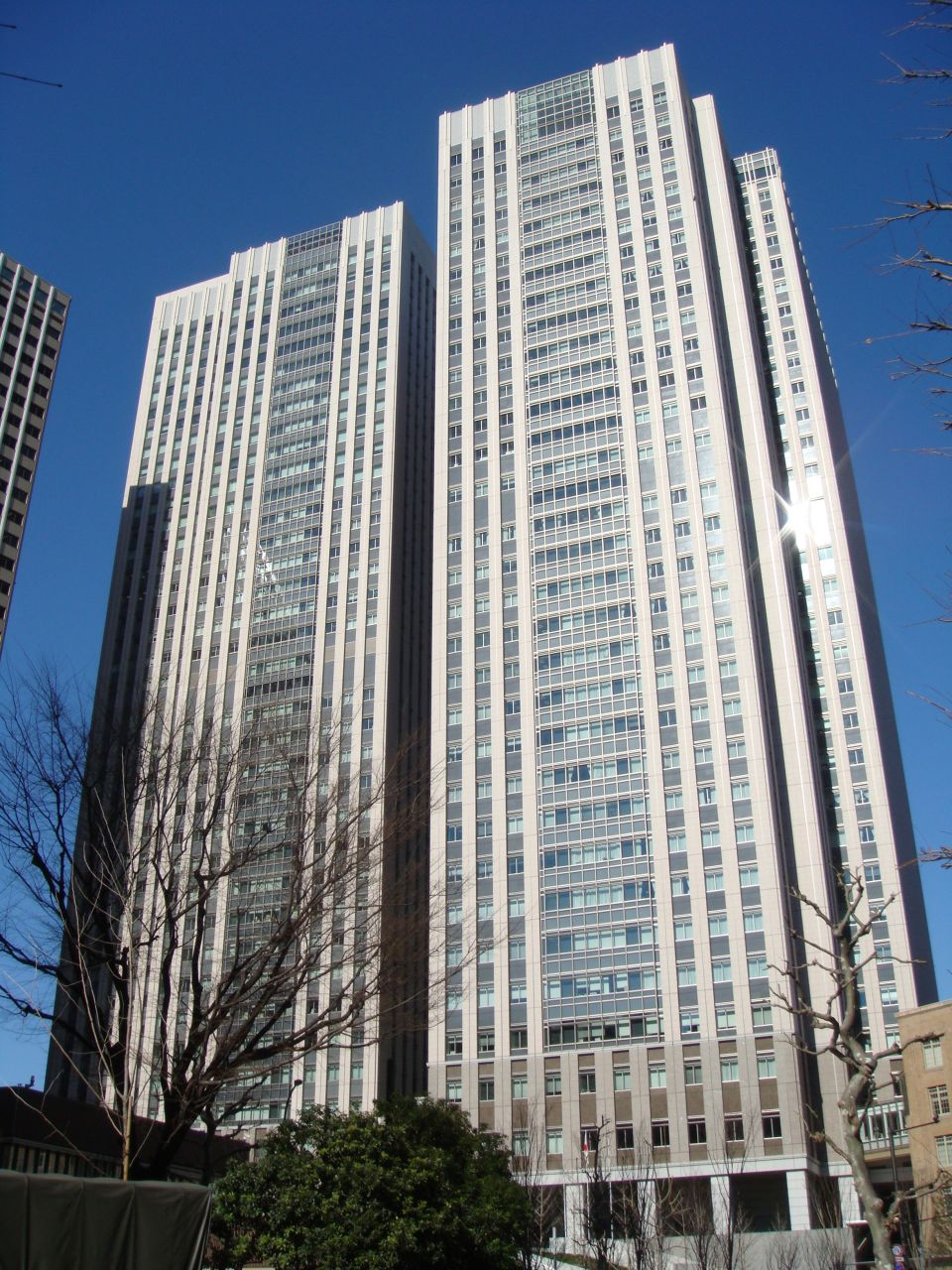
Будівля Міністерства культури і науки Японії.

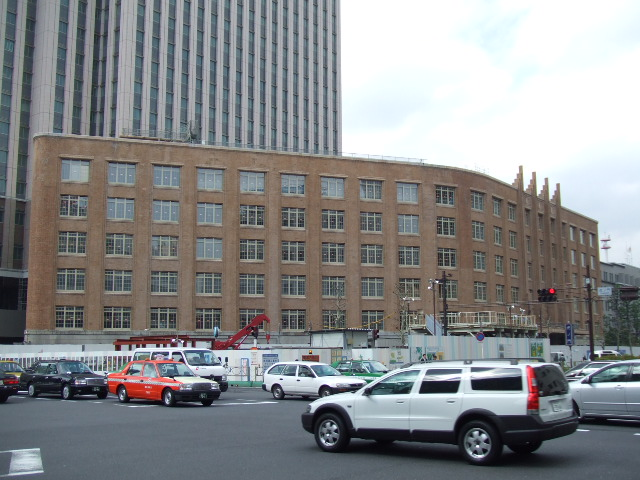
Будівля колишнього Міністерства культури Японії

Міністерство культури і науки (яп. 文部科学省, もんぶかがくしょう, монбу-каґаку-сьо:, до 2001 року яп. 文部省, もんぶしょう, монбу-сьо:) — центральний орган виконавчої влади Японії. Відповідає культурно-освітню та наукову політику країни. Заснована 2 вересня 1871 року. Протягом 1871 — 1885 років була складовою Великої державної ради. З 1885 року є складовою Кабінету міністрів Японії. Згідно з законом Японії від 1999 року про Міністерство культури і науки, має на меті виховання творчих і гуманних людей шляхом розвитку освіти, забезпечення загального розвитку науки, спорту, культури і технологій, здійснення належного адміністративного управління релігійними організаціями.

## Історія
- 2 вересня 1871 — засновано Міністерство культури (文部省, момбу-сьо), що підпорядковувалося Великій державній раді. Очолювалося міністрами (卿, кьо).
- 22 грудня 1885 — у зв'язку з реформою державного апарату Міністерство культури стало підпорядковуватись Кабінету міністрів Японії. Очолювалося міністрами (大臣, дайдзін)

Повна офіційна назва з 1952 року:Міністерство освіти, науки і культури
- 2001 — у зв'язку з реформою центрального державного апарату Міністерство культури об'єднане із Управлінням науки і технологій, що було засноване 1956 року, і перейменоване у Міністерство культури і науки (文部科学省, момбу-каґаку-сьо). Очолювалося міністрами (大臣, дайдзін).

Повна офіційна назва: Міністерство освіти, культури, спорту, науки і технологій.

## Організація
Автономні органи:
- Управління культури Японії
  - Академія наук Японії

Особливі органи
- Академія наук Японії
- Національний комітет Японії у справах ЮНЕСКО

## Голови
| Міністерство культури (Велика державна рада) |                    |                                        |                       |
| №                                            | Ім'я               | Термін                                 | Приналежність         |
| 1                                            | Окі Такато         | 12 вересня 1871 — 19 квітня 1873       | Фракція Саґи          |
| 2                                            | Кідо Такайосі      | 25 січня 1874 — 13 травня 1874         | Фракція Тьосю         |
| —                                            | Танака Фудзімаро   | 13 травня 1874 — 24 травня 1878 (в.о.) | виходець з Оварі-хану |
| 3                                            | Сайґо Цуґуміті     | 24 травня 1878 — 24 грудня 1878        | Фракція Сацума        |
| 4                                            | Терадзіма Муненорі | 10 вересня 1879 — 28 лютого 1880       | Фракція Сацуми        |
| 5                                            | Коно Доґама        | 28 лютого 1880 — 7 квітня 1881         | Фракція Тоси          |
| 6                                            | Фукуока Такатіка   | 7 квітня 1880 — 12 грудня 1883         | Фракція Тоси          |
| 7                                            | Окі Такато         | 12 грудня 1883 — 22 грудня 1885        | Фракція Саґи          |

| Міністерство освіти, науки і культури (文部省, Кабінет Міністрів)                         |                    | |                         |                                                       |
| №                                                                                         | Ім'я               | Кабінет | Вступив на посаду       | Приналежність                                         |
| 1                                                                                         | Морі Арінорі       | Перший кабінет Іто Кабінет Куроди | 22 грудня 1885          | Фракція Сацума                                        |
| —                                                                                         | Ояма Івао          | Кабінет Куроди | 16 лютого 1888 (в.о.)   | Фракція Сацума                                        |
| 2                                                                                         | Еномото Такеакі    | Кабінет Куроди Перший кабінет Ямаґати                                                                                                   | 22 березня 1889         | екс-чиновник сьоґунату Токуґава                       |
| 3                                                                                         | Йосікава Акімаса   | Перший кабінет Ямаґати Перший кабінет Мацукати                                                                                          | 17 травня 1890          | виходець з Токусіма-хану                              |
| 4                                                                                         | Окі Такато         | Перший кабінет Мацукати | 1 червня 1891           | Фракція Саґи                                          |
| 5                                                                                         | Коно Тоґама        | Другий кабінет Іто | 8 серпня 1892           | Фракція Тоси                                          |
| 6                                                                                         | Іноуе Каору        | Другий кабінет Іто | 7 березня 1893          | Фракція Тьосю                                         |
| —                                                                                         | Йосікава Акімаса   | Другий кабінет Іто | 29 серпня 1894          | виходець з Токусіма-хану                              |
| 7                                                                                         | Сай'ондзі Кіммоті  | Другий кабінет Іто Другий кабінет Мацукати                                                                                              | 3 жовтня 1894           | аристократ                                            |
| 8                                                                                         | Хатісука Мотіакі   | Другий кабінет Мацукати | 28 вересня 1896         | екс-володар Токусіма-хану                             |
| 9                                                                                         | Хамао Арата        | Другий кабінет Мацукати | 6 листопада 1897        | Міністерство культури                                 |
| 10                                                                                        | Сай'ондзі Кіммоті  | Третій кабінет Іто | 12 січня 1898           | аристократ                                            |
| 11                                                                                        | Тояма Масакадзу    | Третій кабінет Іто | 30 квітня 1898          | Палата перів                                          |
| 12                                                                                        | Окадзакі Юкіо      | Перший кабінет Окуми | 30 червня 1898          | Конституційна партія                                  |
| 13                                                                                        | Інукаї Цуйосі      | Перший кабінет Окуми | 27 жовтня1898           | Конституційна партія                                  |
| 14                                                                                        | Кабаяма Сукенорі   | Другий кабінет Ямаґати | 8 листопада 1898        | Імперський флот Японії                                |
| 15                                                                                        | Мацуда Масахіса    | Четвертий кабінет Іто | 19 жовтня 1900          | Товариство друзів конституційного уряду               |
| 16                                                                                        | Кікуті Дайроку     | Перший кабінет Кацури | 2 червня 1901           | Палата перів                                          |
| 17                                                                                        | Кодама Ґентаро     | Перший кабінет Кацури | 17 липня 1903           | Імперська армія Японії                                |
| 18                                                                                        | Кубота Юдзуру      | Перший кабінет Кацури | 22 вересня 1903         | Міністерство культури                                 |
| 19                                                                                        | Кацура Таро        | Перший кабінет Кацури | 14 грудня 1905 (в.о.)   | Імперська армія Японії                                |
| —                                                                                         | Сай'ондзі Кіммоті  | Перший кабінет Сай'ондзі | 7 січня 1906 (в.о.)     | Товариство друзів конституційного уряду               |
| 20                                                                                        | Макіно Нобуакі     | Перший кабінет Сай'ондзі | 27 березня 1906         | Фракція Сацуми                                        |
| 21                                                                                        | Комацубара Ейтаро  | Другий кабінет Кацури | 14 липня 1908           | Палата перів                                          |
| 22                                                                                        | Хасеба Сумітака    | Другий кабінет Сай'ондзі | 30 серпня 1911          | Товариство друзів конституційного уряду               |
| —                                                                                         | Макіно Нобуакі     | Другий кабінет Сай'ондзі | 9 листопада 1912 (в.о.) | Палата перів                                          |
| 23                                                                                        | Сібата Камон       | Третій кабінет Кацури | 21 грудня 1912          | Фракція Тьосю                                         |
| 24                                                                                        | Окуда Йосіто       | Перший кабінет Ямамото | 20 лютого 1913          | Товариство друзів конституційного уряду               |
| 25                                                                                        | Оока Ікудзо        | Перший кабінет Ямамото | 6 березня 1914          | Палата перів                                          |
| 26                                                                                        | Ітікі Кітокуро     | Другий кабінет Окуми | 16 квітня 1914          | Міністерство внутрішніх справ                         |
| 27                                                                                        | Таката Санае       | Другий кабінет Окуми | 10 серпня 1915          | Палата перів                                          |
| 28                                                                                        | Окада Рьохей       | Кабінет Терауті | 9 жовтня 1916           | Палата перів                                          |
| 29                                                                                        | Накахасі Токуґоро  | Кабінет Хари Кабінет Такахасі | 29 вересня 1918         | Товариство друзів конституційного уряду               |
| 30                                                                                        | Камата Ейкіті      | Кабінет Като Томосабуро | 12 червня 1922          | Палата перів                                          |
| 31                                                                                        | Інукаї Цуйосі      | Другий кабінет Ямамото | 2 вересня 1923 (в.о.)   | Реформаторський клуб                                  |
| 32                                                                                        | Окано Кейдзіро     | Другий кабінет Ямамото | 6 вересня 1923          | Палата перів                                          |
| 33                                                                                        | Екі Кадзуюкі       | Кабінет Кійоури | 7 січня 1924            | Конституційне товариство                              |
| 34                                                                                        | Окада Рьохей       | Кабінет Като Такаакі Перший кабінет Вакацукі                                                                                            | 11 червня 1924          | Палата перів                                          |
| 35                                                                                        | Міцуті Тюдзо       | Кабінет Танаки Ґіїті | 20 квітня 1927          | Товариство друзів конституційного уряду               |
| 36                                                                                        | Мідзуно Рентаро    | Кабінет Танаки Ґіїті | 2 червня 1927           | Товариство друзів конституційного уряду               |
| 37                                                                                        | Сьода Кадзуе       | Кабінет Танаки Ґіїті | 25 травня 1928          | Палата перів                                          |
| 38                                                                                        | Кобасі Ітіта       | Кабінет Хамаґуті | 2 липня 1929            | Конституційно-демократична партія                     |
| 39                                                                                        | Танака Рюдзо       | Кабінет Хамаґуті Другий кабінет Вакацукі                                                                                                | 29 листопада 1929       | Конституційно-демократична партія                     |
| 40                                                                                        | Хатояма Ітіро      | Кабінет Інукаї Кабінет Сайто | 13 грудня 1931          | Товариство друзів конституційного уряду               |
| 41                                                                                        | Сайто Макото       | Кабінет Сайто | 3 березня 1933 (в.о.)   | Імперський флот Японії                                |
| 42                                                                                        | Мацуда Ґендзі      | Кабінет Окади | 8 липня 1934            | Конституційно-демократична партія                     |
| 43                                                                                        | Кавадзакі Такукіті | Кабінет Окади | 2 лютого 1936           | Конституційно-демократична партія                     |
| 44                                                                                        | Усіо Сіґеносуке    | Кабінет Хіроти | 9 березня 1936 (в.о.)   | Палата перів                                          |
| 45                                                                                        | Хірао Хатісабуро   | Кабінет Хіроти | 25 березня 1936         | Палата перів                                          |
| 46                                                                                        | Хаясі Дзендзюро    | Кабінет Хаясі | 2 лютого 1937 (в.о.)    | Імперська армія Японії                                |
| 47                                                                                        | Ясуї Ейдзі         | Перший кабінет Коное | 4 червня 1937           | Міністерство внутрішніх справ                         |
| 48                                                                                        | Кідо Коїті         | Перший кабінет Коное | 22 жовтня 1937          | Мінісітерство сільського господарства і промисловості |
| 49                                                                                        | Аракі Садао        | Перший кабінет Коное Кабінети Хірануми                                                                                                  | 26 травня 1938          | Імперська армія Японії                                |
| 50                                                                                        | Каварада Катікі    | Кабінет Абе | 30 серпня 1939          | Товариство друзів конституційного уряду               |
| 51                                                                                        | Мацуура Сіґедзіро  | Кабінет Йоная | 16 січня 1940           | Міністерство кульутри                                 |
| 52                                                                                        | Хасіда Куніхіко    | Другий кабінет Коное Третій кабінет Коное Кабінет Тодзьо                                                                                | 22 липня 1940           | професор Токійського університету                     |
| 53                                                                                        | Тодзьо Хідекі      | Кабінет Тодзьо | 20 квітня 1943 (в.о.)   | Імперська армія Японії                                |
| 54                                                                                        | Окабе Наґакаґе     | Кабінет Тодзьо | 23 квітня 1943          | Товариство допомоги престолу                          |
| 55                                                                                        | Ніномія Харусіґе   | Кабінет Коїсо | 22 липня 1944           | Імперська армія Японії                                |
| 56                                                                                        | Кодама Хідео       | Кабінет Коїсо | 10 лютого 1945          | Імперська армія Японії                                |
| 57                                                                                        | Ота Кодзо          | Кабінет Судзукі Кантаро | 7 квітня 1945           | професор університету Хосей                           |
| 58                                                                                        | Мацумура Кендзо    | Кабінет Хіґасікуні | 17 серпня 1945 (в.о.)   | Товариство політики Великої Японії                    |
| 59                                                                                        | Маеда Тамон        | Кабінет Хіґасікуні Кабінет Сідехари | 18 серпня 1945          | Палата перів                                          |
| 60                                                                                        | Абе Йосісіґе       | Кабінет Сідехари | 13 січня 1946           | Палата перів                                          |
| 61                                                                                        | Танака Котаро      | Перший кабінет Йосіди | 22 травня 1946          | громадський діяч                                      |
| 62                                                                                        | Такахасі Сей'їтіро | Перший кабінет Йосіди | 31 січня 1947           | громадський діяч                                      |
| —                                                                                         | Катаяма Тецу       | Кабінет Катаями | 24 травня 1947 (в.о.)   | Соціалістична партія                                  |
| 63                                                                                        | Моріто Тацуо       | Кабінет Катаями | 1 червня 1947           | Соціалістична партія                                  |
| 64                                                                                        | Моріто Тацуо       | Кабінет Асіди | 10 березня 1948         | Соціалістична партія                                  |
| —                                                                                         | Йосіда Сіґеру      | Другий кабінет Йосіди (в.о.) | 15 жовтня 1948          |                                                       |
| 65                                                                                        | Сімодзьо Ясумару   | Другий кабінет Йосіди | 19 жовтня 1948          | Палата радників                                       |
| 66                                                                                        | Такасе Сотаро      | Третій кабінет Йосіди | 16 лютого 1949          | Палата радників                                       |
| 67                                                                                        | Амано Тей'ю        | Третій кабінет Йосіди Третій кабінет Йосіди (перша ротація) Третій кабінет Йосіди (друга ротація) Третій кабінет Йосіди (третя ротація) | 6 травня 1950           | громадський діяч                                      |
| 68                                                                                        | Окано Кійохіде     | Третій кабінет Йосіди (третя ротація)                                                                                                   | 12 серпня 1952          | Ліберальна партія                                     |
| 69                                                                                        | Окано Кійохіде     | Четвертий кабінет Йосіди | 30 жовтня 1952          | Ліберальна партія                                     |
| 70                                                                                        | Одаті Сіґео        | П'ятий кабінет Йосіди | 21 травня 1953          | Ліберальна партія                                     |
| 71                                                                                        | Андо Масадзумі     | Перший кабінет Хатоями | 10 грудня 1954          | Демократична партія                                   |
| 72                                                                                        | Мацумура Кендзо    | Другий кабінет Хатоями | 19 березня 1955         | Демократична партія                                   |
| 73                                                                                        | Кійосе Ітіро       | Третій кабінет Хатоями | 22 листопада 1955       | Ліберально-демократична партія                        |
| —                                                                                         | Ісібасі Тандзан    | Кабінет Ісібасі | 23 грудня 1956 (в.о.)   | Ліберально-демократична партія                        |
| 74                                                                                        | Надао Хірокіті     | Кабінет Ісібасі | 23 грудня 1956          | Ліберально-демократична партія                        |
| 75                                                                                        | Надао Хірокіті     | Перший кабінет Кісі | 25 лютого 1957          | Ліберально-демократична партія                        |
| 76                                                                                        | Мацунаґа То        | Перший кабінет Кісі (перша ротація) | 10 липня 1958           | Ліберально-демократична партія                        |
| 77                                                                                        | Надао Хірокіті     | Другий кабінет Кісі | 12 червня 1958          | Ліберально-демократична партія                        |
| 78                                                                                        | Хасімото Рьоґо     | Другий кабінет Кісі | 31 грудня 1958          | Ліберально-демократична партія                        |
| 79                                                                                        | Мацуда Такетійо    | Другий кабінет Кісі (ротація) | 18 червня 1959          | Ліберально-демократична партія                        |
| 80                                                                                        | Аракі Масуо        | Перший кабінет Ікеди | 19 липня 1960           | Ліберально-демократична партія                        |
| 81                                                                                        | Аракі Масуо        | Другий кабінет Ікеди Другий кабінет Ікеди (перша ротація)                                                                               | 8 грудня 1960           | Ліберально-демократична партія                        |
| 82                                                                                        | Надао Хірокіті     | Другий кабінет Ікеди (друга ротація) Другий кабінет Ікеди (третя ротація)                                                               | 18 липня 1962           | Ліберально-демократична партія                        |
| 83                                                                                        | Надао Хірокіті     | Третій кабінет Ікеди | 9 грудня 1963           | Ліберально-демократична партія                        |
| 84                                                                                        | Айті Кіїті         | Третій кабінет Ікеди (ротація) | 18 липня 1964           | Ліберально-демократична партія                        |
| 85                                                                                        | Айті Кіїті         | Перший кабінет Сато | 9 листопада 1964        | Ліберально-демократична партія                        |
| 86                                                                                        | Накамура Умекіті   | Перший кабінет Сато (перша ротація) | 3 червня 1965           | Ліберально-демократична партія                        |
| 87                                                                                        | Аріта Коїті        | Перший кабінет Сато (друга ротація) | 1 серпня 1966           | Ліберально-демократична партія                        |
| 88                                                                                        | Кеннокі Тосіхіро   | Перший кабінет Сато (третя ротація) | 3 грудня 1966           | Ліберально-демократична партія                        |
| 89                                                                                        | Кеннокі Тосіхіро   | Другий кабінет Сато | 17 лютого 1967          | Ліберально-демократична партія                        |
| 90                                                                                        | Надао Хірокіті     | Другий кабінет Сато (перша ротація) | 25 листопада 1967       | Ліберально-демократична партія                        |
| 91                                                                                        | Саката Мітіта      | Другий кабінет Сато (друга ротація) | 30 листопада 1968       | Ліберально-демократична партія                        |
| 92                                                                                        | Саката Мітіта      | Третій кабінет Сато | 14 січня 1970           | Ліберально-демократична партія                        |
| 93                                                                                        | Такамі Сабуро      | Третій кабінет Сато (ротація) | 5 липня 1971            | Ліберально-демократична партія                        |
| 94                                                                                        | Інаба Осаму        | Перший кабінет Танаки Какуея | 7 липня 1972            | Ліберально-демократична партія                        |
| 95                                                                                        | Окуно Сейсуке      | Другий кабінет Танаки Какуея Другий кабінет Танаки Какуея (перша ротація)                                                               | 22 грудня 1972          | Ліберально-демократична партія                        |
| 96                                                                                        | Міхара Асао        | Другий кабінет Танаки Какуея (друга ротація)                                                                                            | 11 листопада 1974       | Ліберально-демократична партія                        |
| 97                                                                                        | Наґаї Мітіо        | Кабінет Мікі | 9 грудня 1974           | громадський діяч                                      |
| 98                                                                                        | Кайфу Тосікі       | Кабінет Фукуди Такео | 24 грудня 1976          | Ліберально-демократична партія                        |
| 99                                                                                        | Сунада Сіґетамі    | Кабінет Фукуди Такео (ротація) | 28 листопада 1977       | Ліберально-демократична партія                        |
| 100                                                                                       | Найто Такасабуро   | Перший кабінет Охіри | 7 грудня 1978           | Ліберально-демократична партія                        |
| —                                                                                         | Охіра Масайосі     | Другий кабінет Охіри | 9 листопада 1979 (в.о.) | Ліберально-демократична партія                        |
| 101                                                                                       | Таніґакі Сен'їті   | Другий кабінет Охіри | 20 листопада 1979       | Ліберально-демократична партія                        |
| 102                                                                                       | Танака Тацуо       | Кабінет Судзукі Дзенко | 17 липня 1980           | Ліберально-демократична партія                        |
| 103                                                                                       | Оґава Хейдзі       | Кабінет Судзукі Дзенко | 30 листопада 1981       | Ліберально-демократична партія                        |
| 104                                                                                       | Сетояма Міцуо      | Перший кабінет Накасоне | 27 листопада 1982       | Ліберально-демократична партія                        |
| 105                                                                                       | Морі Йосіро        | Другий кабінет Накасоне | 27 грудня 1983          | Ліберально-демократична партія                        |
| 106                                                                                       | Мацунаґа Хікару    | Другий кабінет Накасоне (перша ротація)                                                                                                 | 1 листопада 1984        | Ліберально-демократична партія                        |
| 107                                                                                       | Кайфу Тосікі       | Другий кабінет Накасоне (друга ротація)                                                                                                 | 28 грудня 1985          | Ліберально-демократична партія                        |
| 108                                                                                       | Фудзіо Масаюкі     | Третій кабінет Накасоне | 22 липня 1986           | Ліберально-демократична партія                        |
| 109                                                                                       | Сіокава Масадзюро  | Третій кабінет Накасоне | 9 вересня 1986          | Ліберально-демократична партія                        |
| 110                                                                                       | Накадзіма Ґентаро  | Кабінет Такесіти | 6 листопада 1987        | Ліберально-демократична партія                        |
| 111                                                                                       | Нісіока Такео      | Кабінет Такесіти | 27 грудня 1988          | Ліберально-демократична партія                        |
| 112                                                                                       | Нісіока Такео      | Кабінет Уно | 3 червня 1989           | Ліберально-демократична партія                        |
| 113                                                                                       | Ісібасі Кадзуя     | Перший кабінет Кайфу | 10 серпня 1989          | Ліберально-демократична партія                        |
| 114                                                                                       | Хорі Косуке        | Другий кабінет Кайфу | 28 лютого 1990          | Ліберально-демократична партія                        |
| 115                                                                                       | Іноуе Ютака        | Другий кабінет Кайфу (ротація) | 29 грудня 1990          | Ліберально-демократична партія                        |
| 116                                                                                       | Хатояма Куніо      | Кабінет Міядзави | 5 листопада 1991        | Ліберально-демократична партія                        |
| 117                                                                                       | Моріяма Маяюмі     | Кабінет Міядзави (ротація) | 12 грудня 1992          | Ліберально-демократична партія                        |
| 118                                                                                       | Акамацу Рьоко      | Кабінет Хосокави | 9 серпня 1993           | громадський діяч                                      |
| —                                                                                         | Хата Цутому        | Кабінет Хати | 28 квітня 1994 (в.о.)   | Партія оновлення                                      |
| 119                                                                                       | Акамацу Рьоко      | Кабінет Хати | 28 квітня 1994          | громадський діяч                                      |
| 120                                                                                       | Йосано Каору       | Кабінет Мураями | 30 червня 1994          | Ліберально-демократична партія                        |
| 121                                                                                       | Сімамура Йосінобу  | Кабінет Мураями (ротація) | 8 серпня 1995           | Ліберально-демократична партія                        |
| 122                                                                                       | Окуда Мікіо        | Перший кабінет Хасімото | 11 січня 1996           | Ліберально-демократична партія                        |
| 123                                                                                       | Косуґі Такасі      | Другий кабінет Хасімото | 7 листопада 1996        | Ліберально-демократична партія                        |
| 124                                                                                       | Матімура Нобутака  | Другий кабінет Хасімото (ротація) | 11 вересня 1997         | Ліберально-демократична партія                        |
| 125                                                                                       | Аріма Акіто        | Кабінет Обуті Кабінет Обуті (перша ротація)                                                                                             | 30 липня 1998           | Ліберально-демократична партія                        |
| 126                                                                                       | Накасоне Хірофумі  | Кабінет Обуті (друга ротація) | 5 жовтня 1999           | Ліберально-демократична партія                        |
| 127                                                                                       | Накасоне Хірофумі  | Перший кабінет Морі | 5 квітня 2000           | Ліберально-демократична партія                        |
| 128                                                                                       | Осіма Тадаморі     | Другий кабінет Морі | 4 липня 2000            | Ліберально-демократична партія                        |
| 129                                                                                       | Матімура Нобутака  | Другий кабінет Морі (ротація) | 5 грудня 2000           | Ліберально-демократична партія                        |
| Міністерство освіти, культури, спорту, науки і технологій (文部科学省, Кабінет Міністрів) |                    | |                         |                                                       |
| 1                                                                                         | Матімура Нобуката  | Другий кабінет Морі (ротація) | 6 січня 2001            | Ліберально-демократична партія                        |
| 2                                                                                         | Тояма Ацуко        | Перший кабінет Коїдзумі Перший кабінет Коїдзумі (перша ротація)                                                                         | 26 квітня 2001          | громадський діяч                                      |
| 3                                                                                         | Кавамура Такео     | Перший кабінет Коїдзумі (друга ротація)                                                                                                 | 22 вересня 2003         | Ліберально-демократична партія                        |
| 4                                                                                         | Кавамура Такео     | Другий кабінет Коїдзумі | 19 листопада 2003       | Ліберально-демократична партія                        |
| 5                                                                                         | Накаяма Наріакі    | Другий кабінет Коїдзумі (ротація) | 27 вересня 2004         | Ліберально-демократична партія                        |
| 6                                                                                         | Накаяма Наріакі    | Третій кабінет Коїдзумі | 21 вересня 2005         | Ліберально-демократична партія                        |
| 7                                                                                         | Косака Кендзі      | Третій кабінет Коїдзумі (ротація) | 31 жовтня 2005          | Ліберально-демократична партія                        |
| 8                                                                                         | Ібукі Буммей       | Кабінет Абе | 26 вересня 2006         | Ліберально-демократична партія                        |
| 9                                                                                         | Токай Кісабуро     | Кабінет Фукуди Ясуо | 26 вересня 2007         | Ліберально-демократична партія                        |
| 10                                                                                        | Судзукі Цунео      | Кабінет Фукуди (ротація) | 2 серпня 2008           | Ліберально-демократична партія                        |
| 11                                                                                        | Сіоноя Рю          | Кабінет Асо | 24 вересня 2008         | Ліберально-демократична партія                        |
| 12                                                                                        | Кавабата Тацуо     | Кабінет Хатояма Юкіо | 16 вересня 2009         | Демократична партія                                   |